# (4826) Wilhelms
(4826) Wilhelms est un astéroïde de la ceinture principale.

## Description
(4826) Wilhelms est un astéroïde de la ceinture principale. Il fut découvert le 11 mai 1988 à l'Observatoire Palomar par Carolyn S. Shoemaker. Il présente une orbite caractérisée par un demi-grand axe de 2,38 UA, une excentricité de 0,19 et une inclinaison de 25,3° par rapport à l'écliptique.

## Compléments